# Paycom Center
Il Paycom Center, precedentemente conosciuta come Oklahoma City Arena, Ford Center e Chesapeake Energy Arena, è un'arena coperta situata nel centro di Oklahoma City. Ospita le partite della squadra NBA Oklahoma City Thunder mentre in passato è stata sede degli Oklahoma City Blazers della Central Hockey League e degli Oklahoma City Yard Dawgz della af2.
Il Ford Center ha ospitato temporaneamente i New Orleans Hornets di NBA durante le stagioni 2005-06 e 2006-07, quando gli Hornets si spostarono a Oklahoma City in seguito all'inagibilità della New Orleans Arena dopo l'uragano Katrina.

## Storia
L'arena è di proprietà della città di Oklahoma City e venne inaugurata l'8 giugno 2002, 3 anni dopo l'inizio della costruzione.
Oltre alle squadre sportive della città, il Ford Center ha ospitato partite di basket universitario e diversi eventi di wrestling, tra cui WWE Unforgiven 2005.

### Posti a sedere
| Anni          | Capienza |
| ------------- | -------- |
| 2002–2006     | 19.163   |
| 2006–2008     | 19.164   |
| 2008–2009     | 19.136   |
| 2009–presente | 18.203   |